# Garcinia lenormandii
Garcinia lenormandii är en tvåhjärtbladig växtart som beskrevs av Eugène Vieillard och André Guillaumin. Garcinia lenormandii ingår i släktet Garcinia och familjen Clusiaceae. Inga underarter finns listade i Catalogue of Life.
Arten är uppkallad efter den franske botanikern Sébastien René Lenormand.